# Südafrikanische Frauen-Cricket-Nationalmannschaft in Pakistan in der Saison 2025/26
Die Tour der südafrikanischen Frauen-Cricket-Nationalmannschaft in Pakistan in der Saison 2025/26 findet vom 16. bis zum 22. September 2025 statt. Die internationale Cricket-Tour ist Bestandteil der Internationalen Cricket-Saison 2025/26 und umfasst drei WODIs.

## Vorgeschichte
Für beide Mannschaften ist es die erste Tour der Saison und findet als Vorbereitung für den Women’s Cricket World Cup 2025. Das letzte Aufeinandertreffen für beide Mannschaften bei einer bilateralen Tour fand in der Saison 2024/25 in Pakistan statt.

## Stadien
Das folgende Stadion wurde für die Tour ausgewählt und am 18. Juli 2025 bekanntgegeben.
| Stadion         | Stadt  | Kapazität | Spiele       |
| --------------- | ------ | --------- | ------------ |
| Gaddafi Stadium | Lahore | 60.000    | 1. – 3. WODI |

## Kaderlisten
| WODI      | WODI     |
| Südafrika | Pakistan |
| --------- | -------- |
|           |          |

## Women’s One-Day Internationals

### Erstes WODI in Lahore
| 16. September | Lahore | Pakistan | – | Südafrika |
|               |        |          |   |           |

### Zweites WODI in Lahore
| 19. September | Lahore | Pakistan | – | Südafrika |
|               |        |          |   |           |

### Drittes WODI in Lahore
| 22. September | Lahore | Pakistan | – | Südafrika |
|               |        |          |   |           |

## Auszeichnungen

### Player of the Series
Als Player of the Series wurde die folgende Spielerin ausgezeichnet.
| Serie | Player of the Series |
| ----- | -------------------- |
| WODI  |                      |

### Player of the Match
Als Player of the Match wurden die folgenden Spielerinnen ausgezeichnet.
| Spiel   | Player of the Match |
| ------- | ------------------- |
| 1. WODI |                     |
| 2. WODI |                     |
| 3. WODI |                     |